# Chemins de fer du Sénégal
Les Chemins de fer du Sénégal (CFS) est le gestionnaire d'infrastructure ferroviaire sénégalais, créée le 11 mars 2020 par décision en Conseil des ministres. Elle est chargée de la gestion du patrimoine ferroviaire de l'État du Sénégal, à l'exception de celui Train express régional de Dakar, qui relève de la Société nationale de gestion du patrimoine du Train express régional (SEN-TER).

## Historique
Le 11 mars 2020, la société des Chemins de fer du Sénégal (CFS) est créée par le gouvernement sénégalais pour « gérer le patrimoine ferroviaire national », reprenant la concession de la DBF, qui avait succédé à Transrail, sur la ligne de Dakar au Niger,. Elle est ainsi l'héritière, avec la société des Grands trains du Sénégal (GTS) de l'ancienne Société nationale des chemins de fer du Sénégal (SNCS).
Le 22 mai 2020, les CFS reprennent les actifs (agents et biens) de l’Agence nationale des chemins de fer (ANCF), qui est dissoute, ainsi que le personnel et les actifs de Dakar-Bamako Ferroviaire (DBF), qui doit être liquidée. La PTB, devenue la Société des Grands trains du Sénégal (GTS) est quant à elle chargée du transport de voyageurs.

## Lignes de chemins de fer
Cette liste reprend toutes les lignes de chemin de fer du réseau national au Sénégal.
- Ligne de Dakar au Niger, ou Dakar-Bamako, mise en service en 1924 ;
- Ligne de Dakar à Saint-Louis, mise en service en 1883.
- Ligne de Dakar à Rufisque, aussi appelée « Petit train de banlieue », mise en service en 1987, remplacée par le TER de Dakar en 2021.
- Ligne de Louga à Linguère, mise en service en 1931, fermée dans les années 1970 ;
- Ligne de Touba à Diourbel ;
- Ligne de Kaolack à Guinguinéo ;

Exception, hors CFS :
- Ligne de Dakar à l'aéroport international Blaise-Diagne, correspond au TER de Dakar et dont la gestion a été confiée à la SEN-TER, mise en service en 2021.